# 云雀

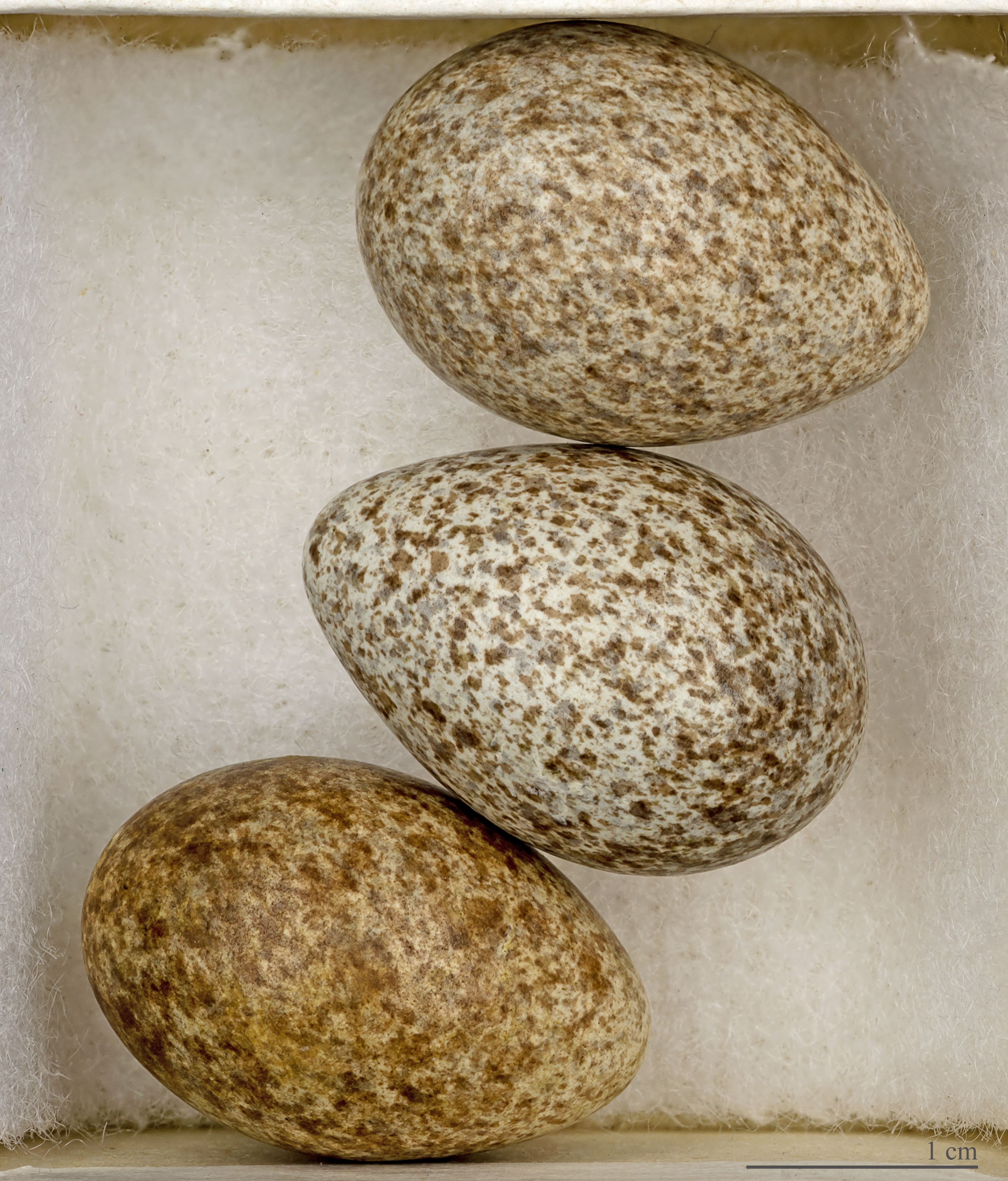
Alauda arvensis

云雀（学名：Alauda arvensis）又稱叫天子、告天子、告天鳥、阿蘭、大鷚、天鷚、朝天子等，隸屬於雀形目，百靈科。云雀體形似蒙古百靈，但個體較小，體長約19cm 左右，上體黑褐色，翅、尾各羽外緣淡棕色。最外側一對尾羽近純白色，緊挨著的一對外羽瓣為白色。下體白色，胸部淡棕色並有多數黑褐色斑點。其生活習性與蒙古百靈基本相似，云雀羽色雖不華麗，但鳴聲婉轉，歌聲嘹亮，能與蒙古百靈媲美，素有“南靈”之稱，是中國著名的籠鳥，在國外也深受養鳥者歡迎。

## 形态特征
云雀属于小型鸣禽，体长大约15～20厘米。雌雄羽色相似，上体沙棕色或皮黄色，有的沾有灰褐色、具黑褐色羽干纹，其中头、枕、后颈及尾上覆羽黑褐色干羽较细，背部黑褐色羽干纹较粗。羽缘棕色或红棕色，头顶羽毛稍延长形成短的羽冠，具细纹，受惊时羽冠耸起较明显。眼先和眉纹白色或棕白色，颊和耳羽淡棕色杂以黑色细纹。翅上覆羽黑褐色具棕色羽缘和先端。飞羽黑褐色，尾上覆羽水棕色，最外侧一对飞羽近白色。其余尾羽黑褐色具白色羽缘。下体白色，胸多棕白色密缀黑褐色羽干纹，两胁微沾棕色，有的亦具棕褐色纵纹。内侧飞羽（三级飞羽）较长；尾羽中等长度，具浅叉，外侧尾羽常具白色。虹膜深褐色；嘴黑褐色；脚肉褐色。
与鹨类的区别在尾及腿均较短，具羽冠且立势不如其直。与日本云雀容易混淆。与小云雀易混淆但体型较大，后翼缘较白且叫声也不同。
大小量度：体重♂23～45g，♀25～40g；体长♂151～192mm，♀163～189mm；嘴峰♂10～13mm，♀10～13mm；翅♂102～118mm，♀98～116mm；尾♂62～81mm，♀63～78mm；跗蹠♂20～26mm，♀20～26mm。（注：♂雄性；♀雌性）